# Circus eylesi
Pour les articles homonymes, voir Circus.
Espèce
Circus eylesi est une espèce éteinte d'oiseau de la famille des Accipitridae. Ce busard de Nouvelle-Zélande était sans doute très semblable au Busard de Gould. 

## Description
C'était un exemple de gigantisme insulaire, pesant plus de deux fois plus qu'un Busard de Gould C'était un prédateur généraliste qui prenait des proies de la même taille que le font les petites espèces d'aigles, des animaux terrestres pesant un ou quelques kilogrammes. Dans sa stratégie de chasse, cependant, il est plus adapté à des proies aviennes car les mammifères étaient absents de la Nouvelle-Zélande. Sa forme est différente de celle de la plupart des autres busards, et il a d'abord été pris pour un énorme faucon. Vraisemblablement, il chassait les oiseaux diurnes d'une manière similaire aux autours.

## Taxinomie
Cette espèce n'est reconnue par aucune des principales autorités taxinomiques.